# Llista de corredors de bicitrial dels Països Catalans
Aquesta és una llista amb alguns dels corredors de bicitrial dels Països Catalans més destacats. La llista -no exhaustiva- aplega corredors nascuts o residents als Països Catalans que han competit en bicitrial amb certa continuïtat i ressò mediàtic. Tret d'excepcions justificades hi apareixen, doncs, corredors que han aconseguit algun títol nacional, estatal o internacional d'aquest esport. S'han considerat corredors practicants del bicitrial en qualsevol de les seves variants (biketrial o trial UCI) i modalitats (20", 26", etc.), així com els especialistes de la modalitat predecessora del bicitrial, el trialsín.
Es mostren en negreta els guanyadors d'algun campionat internacional (ja sigui d'Europa o del món).
A 15 d'octubre de 2012.

## Llista de corredors
| Lletra | Corredor               | Nom complet                     | Territori | Comarca           | Població                   | Dècada |
| ------ | ---------------------- | ------------------------------- | --------- | ----------------- | -------------------------- | ------ |
| A      | Adrià Torralba         | Adrià Torralba i Agell          | CA        | La Selva          | Blanes                     | 2010   |
| A      | Alan Rovira            | Alan Rovira i Campaña           | CA        | Vallès Occidental | Castellar del Vallès       | 2010   |
| A      | Alba Villegas          | Alba Villegas i Bosch           | CA        | Vallès Oriental   | Sant Feliu de Codines      | 2010   |
| A      | Albert Cabestany       | Albert Cabestany i Gálvez       | CA        | Tarragonès        | Tarragona                  | 1990   |
| A      | Albert Gimeno          | Albert Gimeno i Vegas           | CA        | Ripollès          | Sant Joan de les Abadesses | 2010   |
| A      | Albert Rodrigo         |                                 | AD        |                   |                            | 2010   |
| A      | Aleix Arrufat          | Aleix Arrufat Puig              | FP        | Matarranya        | Vall-de-roures             | 2010   |
| A      | Aleix Calsina          | Aleix Calsina i Guitart         | CA        | Vallès Occidental | Castellar del Vallès       | 2010   |
| A      | Àlex Calderón          | Alex Calderón i Martínez        | CA        | Vallès Occidental | Sant Cugat del Vallès      | 2010   |
| A      | Àlex von Arend         |                                 | CA        | Osona             | Sant Julià de Vilatorta    | 2010   |
| A      | Àlex Rubies            |                                 | CA        |                   |                            | 1980   |
| A      | Alexandre Fàbregas     | Alexandre Fabregas              | CA        | Rosselló          |                            | 2010   |
| A      | Andreu Codina          | Andreu Codina i Candelas        | CA        | Vallès Oriental   | Sant Feliu de Codines      | 1980   |
| A      | Andreu Miró            | Andreu Miró i Molins            | CA        | Maresme           | Mataró                     | 2010   |
| A      | Àngel Batlle           | Àngel Batlle i Caballero        | CA        | Tarragonès        | Torredembarra              | 2010   |
| A      | Angel Núñez            | Àngel Núñez i Pañero            | CA        |                   |                            | 2010   |
| A      | Antonio Talavera       |                                 | CA        | Baix Llobregat    | Esplugues de Llobregat     | 1980   |
| A      | Armand Mollà           | Armand Mollà i Garcia           | CA        | Anoia             | Òdena                      | 2010   |
| A      | Arnau Codina           | Arnau Codina i Salgado          | CA        | Vallès Oriental   | Sant Feliu de Codines      | 2010   |
| A      | Arnau Pol              | Arnau Pol i Bergada             | CA        |                   |                            | 2010   |
| B      | Bernat Seuba           | Bernat Seuba i Romeu            | CA        | Anoia             | Òdena                      | 2010   |
| B      | Blai Parramon          |                                 | CA        | Osona             | Calldetenes                | 1990   |
| C      | Carla Caballé          | Carla Caballé i Ribera          | CA        | Vallès Occidental | Viladecavalls              | 2010   |
| C      | Carles Díaz            | Carles Díaz Codina              | IB        | Mallorca          | Palma                      | 2000   |
| C      | Carles Montaner        | Carles Montaner i Soler         | CA        | Alt Penedès       | Vilafranca del Penedès     | 1980   |
| C      | Carles Sazatornil      | Carles Sazatornil i Riba        | CA        |                   |                            | 2010   |
| C      | Carlos López           | Carlos López Moreno             | CA        | Baix Llobregat    | Castelldefels              | 2010   |
| C      | César Cañas            | César Cañas Paredes             | CA        | Barcelonès        | Barcelona                  | 1990   |
| C      | Conrad Navarro         | Conrad Navarro i Ortega         | CA        |                   |                            | 2010   |
| D      | Dani Comas             | Daniel Comas i Riera            | CA        | Baix Llobregat    | Gavà                       | 2010   |
| D      | Dani del Valle         | Daniel del Valle González       | CA        | Vallès Occidental | Terrassa                   | 1980   |
| D      | Dani Gómez             | Daniel Gómez i Luis             | CA        | Anoia             | Masquefa                   | 2010   |
| D      | Dani Parramon          | Daniel Parramon                 | CA        | Osona             | Calldetenes                | 1990   |
| D      | Daniel Tapioles        | Daniel Tapioles i Reventós      | CA        | Baix Penedès      | El Vendrell                | 2010   |
| D      | David Capdevila        |                                 | CA        |                   |                            | 1980   |
| D      | David Millán           | David Millán Gascón             | FP        | Matarranya        | Beseit                     | 1990   |
| D      | David Morillo          | David Morillo i Almendros       | CA        |                   |                            | 2010   |
| D      | Domènec Lladó          | Domènec Lladó i Comas           | CA        | Maremse           | Argentona                  | 2010   |
| E      | Eduard Aguilar         | Eduard Aguilar i Gisbert        | CA        | Osona             | Gurb                       | 2010   |
| E      | Eduard Aran            | Eduard Aran i Calonja           | CA        | Osona             | Borgonyà                   | 2010   |
| E      | Eduard Gelpí           | Eduard Gelpí i Vallcorba        | CA        | Vallès Oriental   | Sant Feliu de Codines      | 2010   |
| E      | Eduard Planas          | Eduard Planas i Núñez           | CA        | Ripollès          | Sant Joan de les Abadesses | 2000   |
| E      | Eduard Roura           |                                 | CA        |                   |                            | 1980   |
| E      | Elias Bonet            |                                 | CA        |                   |                            | 1990   |
| E      | Eloi Fernández         | Eloi Fernández i Fuster         | CA        | Tarragonès        | Tarragona                  | 2010   |
| E      | Eloi Paré              | Eloi Paré i Caballé             | CA        | Osona             | Calldetenes                | 2010   |
| E      | Enric Tutusaus         |                                 | CA        |                   |                            | 1980   |
| E      | Enric Vendrell         | Enric Vendrell i Martínez       | CA        | Vallès Oriental   | Corró d'Amunt              | 2010   |
| E      | Eric Edo               | Eric Edo i Riera                | CA        | Osona             | Manlleu                    | 2010   |
| E      | Ernest Vilajosana      |                                 | CA        |                   |                            | 1980   |
| F      | Fèlix Guerrero         | Fèlix Guerrero i Puig           | CA        | Vallès Oriental   | Sant Feliu de Codines      | 1980   |
| F      | Ferran Escudero        | Ferran Escudero i Carrera       | CA        | Vallès Oriental   | Caldes de Montbui          | 2010   |
| F      | Ferran Granollers      | Ferran Granollers i Relats      | CA        | Barcelonès        | Barcelona                  | 2010   |
| F      | Ferran Serra           | Ferran Serra i Domènech         | CA        |                   |                            | 2010   |
| F      | Francesc Recio         | Francesc Recio i Berdegué       | CA        | Segrià?           |                            | 1990   |
| F      | Francesc Terricabras   | Francesc Terricabras i Renau    | CA        | Osona             | Tona                       | 2010   |
| G      | Gemma Abant            | Gemma Abant i Condal            | CA        | Vallès Occidental | Sabadell                   | 2010   |
| G      | Gemma Bou              | Gemma Bou i Mena                | CA        | Anoia             | Piera                      | 2000   |
| G      | Gerard Aguilar         | Gerard Aguilar i Corominas      | CA        | Osona             | L'Esquirol                 | 2010   |
| G      | Gerard Trueba          | Gerard Trueba i Tió             | CA        | Baix Llobregat    | Abrera                     | 2010   |
| G      | Gil Rosich             | Gil Rosich i Guixà              | CA        | Anoia             | Igualada                   | 2010   |
| G      | Guillem Mauri          | Guillem Mauri i Galí            | CA        | Baix Empordà      | Calella de Palafrugell     | 2010   |
| H      | Humbert Mallafré       | Humbert Mallafré i Rovira       | CA        | Baix Camp         | Riudoms                    | 2010   |
| I      | Isaac Pascual          | Isaac Pascual i Mélich          | CA        | Tarragonès        | Constantí                  | 2010   |
| I      | Isak Martinez          | Isak Martinez i Lopez           | CA        | Bages             | Manresa                    | 2010   |
| J      | Jan Isern              | Jan Isern i Capella             | CA        | Vallès Occidental | Matadepera                 | 2010   |
| J      | Jaume Sala             | Jaume Sala i Benito             | CA        | Bages             | Sant Joan de Vilatorrada   | 2010   |
| J      | Jaume Tort             | Jaume Tort i Marcet             | CA        |                   |                            | 2010   |
| J      | Jeroni Fajardo         | Jeroni Fajardo i Vila           | CA        | Baix Empordà      | Pals                       | 1990   |
| J      | Joan Albert, Coca      | Joan Albert i Dedeu             | CA        | Maresme           | Argentona                  | 1980   |
| J      | Joan Busquet           |                                 | CA        |                   |                            | 2010   |
| J      | Joan Canela            | Joan Canela i Reverté           | CA        | Tarragonès        | El Catllar                 | 2010   |
| J      | Joan Cañellas          |                                 | CA        |                   |                            | 1980   |
| J      | Joan Expósito          |                                 | CA        |                   |                            | 1980   |
| J      | Joan Ferrer, Piu       | Joan Ferrer i Martínez          | CA        | Vallès Oriental   | L'Ametlla del Vallès       | 1980   |
| J      | Joan Figueras          | Joan Figueras i Viñas           | CA        | Barcelonès        | Barcelona                  | 2010   |
| J      | Joan Ginestà           | Joan Ginestà i Echevarria       | CA        | Maresme           | Argentona                  | 2010   |
| J      | Joan Pons              | Joan Pons i Palacios            | CA        | Garrotxa          | Olot                       | 1980   |
| J      | Joan Pubill            | Joan Pubill i Reig              | CA        | Vallès Occidental | Sabadell                   | 1980   |
| J      | Joan Solé Prats        | Joan Solé i Prats               | CA        | Alt Penedès       |                            | 1980   |
| J      | Joan Solé Rovira       | Joan Solé i Rovira              | CA        | Alt Penedès       | Moja                       | 1980   |
| J      | Joan Torres            | Joan Torres i Ferraz            | CA        | Vallès Occidental | Rellinars                  | 2010   |
| J      | Joel Gracia            | Joel Gracia i Balado            | CA        | Vallès Occidental | Terrassa                   | 2010   |
| J      | Joel Llavina           | Joel Llavina i Crespí           | CA        |                   |                            | 2010   |
| J      | Jordi Araque           | Jordi Araque i Prat             | CA        | Osona             | Roda de Ter                | 2010   |
| J      | Jordi Cano             | Jordi Cano i Codina             | CA        | Anoia             | Sant Martí de Tous         | 2010   |
| J      | Jordi Gimeno           | Jordi Gimeno i Vegas            | CA        | Ripollès          | Sant Joan de les Abadesses | 2010   |
| J      | Jordi Marimon          |                                 | CA        |                   |                            | 1980   |
| J      | Jordi Mujal            |                                 | CA        |                   |                            | 1980   |
| J      | Jordi Rubio            | Jordi Rubio i Nuñez             | CA        | Vallès Occidental | Castellbisbal              | 2000   |
| J      | Jordi Tarrés           | Jordi Tarrés i Sánchez          | CA        | Vallès Occidental | Rellinars                  | 1980   |
| J      | Jordi Vilamala         | Jordi Vilamala i Espelt         | CA        | Osona             | Calldetenes                | 2010   |
| J      | Josep Banyeres         |                                 | CA        |                   |                            | 1980   |
| J      | Josep Claret           | Josep Claret i Fernández        | CA        | Barcelonès        | Barcelona                  | 2010   |
| J      | Josep Manzano          | Josep Manzano i Cererols        | CA        | Bages             | Navàs                      | 1990   |
| J      | Josep Maria Sadurní    | Josep Maria Sadurní i Gili      | CA        | Osona             | Manlleu                    | 1990   |
| J      | Josep Vilalta (pare)   |                                 | CA        | Berguedà          | Berga                      | 1980   |
| J      | Josep Vilalta          | Josep Vilalta i Boixader        | CA        | Berguedà          | Berga                      | 2010   |
| J      | Juan Antonio Linares   | Juan Antonio Linares Moya       | PV        | Alcoià            | Ibi                        | 2000   |
| J      | Juan Daniel de la Peña | Juan Daniel de la Peña Catalán  | PV        | Horta Nord        | Burjassot                  | 2000   |
| L      | Lluís Campmajó         |                                 | CA        |                   |                            | 1980   |
| L      | Lluís Gelpí            | Lluís Gelpí i Vallcorba         | CA        | Vallès Oriental   | Sant Feliu de Codines      | 2010   |
| L      | Loïck Martí            | Loïck Martí i Heredia           | CA        | Baix Penedès      | La Bisbal del Penedès      | 2010   |
| L      | Lua Vizcaino           | Lua Vizcaino i Medina           | CA        | Barcelonès        | Barcelona                  | 2010   |
| L      | Ludovic Fàbregas       | Ludovic Fabregas                | CA        | Rosselló          |                            | 2000   |
| M      | Marc Catllà            | Marc Catllà i Oliveras          | CA        | Osona             | Sant Boi de Lluçanès       | 1990   |
| M      | Marc Colomer           | Marc Colomer Casamitjana        | CA        | Garrotxa          | Olot                       | 1980   |
| M      | Marc Freixa            | Marc Freixa i Soler             | CA        | Osona             | Sant Pere de Torelló       | 1990   |
| M      | Marc Mateo             | Marc Mateo i Ibáñez             | CA        | Anoia             | Piera                      | 2010   |
| M      | Marc Novoa             | Marc Novoa i Sieiro             | CA        |                   |                            | 2010   |
| M      | Marc Prat              | Marc Prat i Garcia              | CA        | Gironès           | Bescanó                    | 2000   |
| M      | Marc Puertas           |                                 | CA        |                   |                            | 2010   |
| M      | Marc Puigdemont        | Marc Puigdemont i Torramilans   | CA        | Gironès           | Salt                       | 1980   |
| M      | Marc Salvatella        | Marc Salvatella i Galiana       | CA        |                   |                            | 2010   |
| M      | Marc Seuba             | Marc Seuba i Romeu              | CA        | Anoia             | Òdena                      | 2010   |
| M      | Marc Terricabres       |                                 | CA        |                   |                            | 1990   |
| M      | Marc Verdaguer         |                                 | CA        |                   |                            | 1990   |
| M      | Marc Vila Espadaler    | Marc Vila i Espadaler           | CA        | Osona             | Sant Hipòlit de Voltregà   | 2010   |
| M      | Marc Vila Grau         | Marc Vila i Grau                | CA        | Osona             | Sant Martí de Centelles    | 2010   |
| M      | Marc Viñas             | Marc Viñas i Tapia              | CA        | Barcelonès        | Santa Coloma de Gramenet   | 2010   |
| M      | Martí Aran             | Martí Aran i Calonja            | CA        | Osona             | Borgonyà                   | 2010   |
| M      | Martí Esquerda         | Martí Esquerda i Amézcua        | CA        | Vallès Occidental | Vacarisses                 | 2010   |
| M      | Martí Riera            | Martí Riera i Roura             | CA        | Osona             | Vic                        | 2010   |
| M      | Martí Vayreda          | Martí Vayreda i Vendrell        | CA        | Garrotxa          | Olot                       | 2010   |
| M      | Martí Yélamos          | Martí Yélamos i Baró            | CA        |                   |                            | 2010   |
| M      | Max Serra              | Max Serra i Val                 | CA        |                   |                            | 2010   |
| M      | Michael Palomares      | Michael Palomares i Aguado      | CA        | Vallès Oriental   | Mollet del Vallès          | 2010   |
| M      | Miki Max Tarrés        | Miki Max Tarrés i Martrat       | CA        | Maresme           | Cabrils                    | 2010   |
| M      | Miquel Pla             | Miquel Pla i Sales              | CA        | Osona             | Aiguafreda                 | 2010   |
| M      | Miquel Vendrell        | Miquel Vendrell i Martinez      | CA        | Vallès Oriental   | Corró d'Amunt              | 2010   |
| M      | Mireia Abant           | Mireia Abant i Condal           | CA        | Vallès Occidental | Sabadell                   | 2010   |
| N      | Nacho Heredia          | Nacho Heredia Rodríguez         | CA        |                   |                            | 2010   |
| O      | Oriol Escalé           | Oriol Escalé i Peláez           | CA        | Osona             | Manlleu                    | 2010   |
| O      | Oriol Roca             | Oriol Roca i Olivé              | CA        |                   |                            | 2010   |
| O      | Òscar Bujaldón         |                                 | CA        | Penedès           |                            | 1980   |
| O      | Ot Anglada             | Ot Anglada i Vink               | CA        | Osona             | Gurb                       | 2010   |
| O      | Ot Pi                  | Ot Pi i Isern                   | CA        | Baix Llobregat    | Esplugues de Llobregat     | 1980   |
| P      | Pau Caballé            | Pau Caballé i Ribera            | CA        | Vallès Occidental | Viladecavalls              | 2010   |
| P      | Pau Pujol              | Pau Pujol i Martínez            | CA        |                   |                            | 2010   |
| P      | Pep Ribera             | Josep Ribera i Cornellà         | CA        | Berguedà          | Gironella                  | 1980   |
| P      | Pepe Marcos            | Josep Marcos                    | CA        | Baix Llobregat    | Esplugues de Llobregat     | 1980   |
| P      | Pepo Corominas         | Josep Corominas                 | CA        |                   |                            | 1980   |
| P      | Pindu Galindo          |                                 | CA        |                   |                            | 1980   |
| P      | Pol Dolz               | Pol Dolz i Perez                | CA        | Vallès Occidental | Terrassa                   | 2010   |
| P      | Pol Tarrés             | Pol Tarrés i Martrat            | CA        | Maresme           | Cabrils                    | 2010   |
| R      | Rafael Tibau           | Rafael Tibau i Roura            | CA        | Vallès Oriental   | Caldes de Montbui          | 2010   |
| R      | Rai Arjona             | Raimon Arjona i Toledo          | CA        | Garrotxa          | Olot                       | 1980   |
| R      | Ricard Sans            |                                 | CA        | Penedès           |                            | 1980   |
| R      | Roger Lladó            | Roger Lladó i Martínez          | CA        | Bages             | Monistrol de Montserrat    | 2010   |
| S      | Sergi Bellavista       | Sergi Bellavista Rodríguez      | CA        | Vallès Oriental   | Sant Feliu de Codines      | 1990   |
| S      | Sergi Francolí         | Sergi Francolí i Comellas       | CA        | Vallès Occidental | Terrassa                   | 2010   |
| S      | Sergi Garcia           | Sergi Garcia i Ferrer           | CA        | Osona             | Sant Hipòlit de Voltregà   | 2010   |
| S      | Sergi Roquer           | Sergi Roquer i Carol            | CA        | Osona             | L'Esquirol                 | 2010   |
| S      | Sergi Segú             | Sergi Segú i Roig               | CA        | Tarragonès        | Salomó                     | 2010   |
| T      | Toni Bou               | Antoni Bou i Mena               | CA        | Anoia             | Piera                      | 1990   |
| T      | Toni Guillen           | Antoni Guillen i Balil          | CA        | Vallès Oriental   | Sant Feliu de Codines      | 2010   |
| V      | Valentí Fontserè       |                                 | CA        |                   |                            | 1980   |
| V      | Víctor Ruiz            | Víctor Ruiz i Cintas            | CA        | Gironès           | Salt                       | 2010   |
| X      | Xavi Casas             | Xavier Casas Blanch             | AD        |                   |                            | 2000   |
| X      | Xavi Vilaseca          | Xavier Vilaseca                 | CA        | Bages             | Manresa                    | 1990   |
| X      | Xavier Baso            |                                 | CA        |                   |                            | 1980   |
| X      | Xavier Esquerrà        |                                 | CA        |                   |                            | 1980   |
| X      | Xevi Puigdemont        | Xavier Puigdemont i Torramilans | CA        | Gironès           | Salt                       | 1980   |
| X      | Xus Medrano            |                                 | AD        |                   |                            | 2010   |
| Y      | Yann Fernández         |                                 | AD        |                   |                            | 2010   |

Notes
1. ↑  AD: Andorra / CA: Principat de Catalunya / FP: Franja de Ponent / IB: Illes Balears / PV: País Valencià
2. ↑  En cas de dubte, s'indica la comarca de residència (p.e., en Jeroni Fajardo és nascut a Caldes de Malavella però viu a Pals).
3. ↑  S'indica la població de naixement o la de residència habitual.
4. ↑  S'indica la dècada d'activitat esportiva en que ha obtingut els millors resultats.